# Gamma2 Arietis
Título a ser usado para criar uma ligação interna é Gamma2 Arietis.
Gamma2 Arietis (5 Arietis) é uma estrela na direção da constelação de Aries. Possui uma ascensão reta de 01h 53m 31.80s e uma declinação de +19° 17′ 45.0″. Sua magnitude aparente é igual a 4.83. Sua magnitude absoluta é igual a . Pertence à classe espectral A1p.